# Fergus Mór
Fergus Mór mac Eirc, (in lingua gaelica scozzese Fearghas Mòr Mac Earca) (fl. VI secolo), fu un leggendario re di Dál Riata, figlio di Erc.
Mentre la sua storicità può essere discutibile, la sua importanza postuma come il fondatore della Scozia nel mito nazionale scozzese medievale e rinascimentale non viene messa in dubbio. I governatori della Scozia, da Cináed mac Ailpín, fino ad oggi dichiarano di discendere da Fergus Mór.

## Le prime fonti su Fergus Mór
Il primo documento storico è costituito da un'annotazione negli Annali di Tigernach, per l'anno 501, nel quale si precisa: Feargus Mor mac Earca cum gente Dal Riada partem Britaniae tenuit, et ibi mortuus est. (Fergus Mór mac Eirc, insieme al popolo di Dál Riata, possedette parte della Britannia e quivi morì.) Tuttavia, le forme di Fergus, Erc e Dál Riata sono posteriormente unificate e annotate molto più in là del VI secolo. La registrazione negli annali ha fatto sorgere teorie riguardo ad invasioni di Argyll provenienti dall'Irlanda, ma queste non sono considerate attendibili.
Fergus si trova anche nell'elenco dei re di Dál Riata, e più tardi di Scozia, dei quali il Senchus fer n-Alban e il Duan Albanach possono essere presi come esempi. Il Senchus precisa che Fergus Mór fu noto anche come Mac Nisse Mór. È probabile che queste fonti risalgano rispettivamente al X e all'XI secolo, periodi fino ai quali possono essere vissute, dopo Fergus, 30 e 40 generazioni.
Il Senchus e il Duan citano il padre di Fergus come Erc figlio di Eochaid Muinremuir. Una genealogia del Middle Irish dei re di Alba dà una estesa genealogia per Fergus: [Fergus] m. h-Eircc m. Echdach Muinremuir m. Óengusa Fir m. Feideilmid m. Óengusa m. Feideilmid m. Cormaicc, e ulteriori 46 generazioni qui omesse. Lo storico John Morris ha suggerito che a Fergus gli venne permesso di insediarsi in Scozia come un federato di Arthur, per fare da baluardo contro i Pitti.
Queste fonti, mentre offrono una dimostrazione dell'importanza di Fergus Mór nel periodo medievale, non provano però la sua realtà storica. Invero, solo un re nella Scozia, nel VI secolo, è noto realmente ai contemporanei, Ceretic di Alt Clut, e anche questa identificazione rimane in un commento posteriore alla "Lettera a Coroticus" di San Patrizio. I primi re di Dál Riata, le cui esistenze sono ragionevolmente sicure, sono Gabrán mac Domangairt, nipote di Fergus, e Comgall, o forse il suo pronipote Áedán mac Gabráin.

## Fonti successive su Fergus Mór
Nell''Orygynale Cronykil of Scotland degli inizi del XV secolo di Andrew of Wyntoun si legge che Fergus fu il primo Scoto a governare in Scozia, e che Cináed mac Ailpín fosse il suo discendente. Inoltre viene detto che Fergus portò la Stone of Scone con lui dall'Irlanda, e che a lui succedette un figlio chiamato Dúngal. Segue un elenco, certamente corrotto, di re che si relazionano però a quelli trovati nelle fonti più antiche.
Se le annotazioni di Wyntoun aggiungono poco riguardo ai sovrani più antichi, alla fine del XVI secolo George Buchanan nel suo Rerum Scoticarum Historia aggiunse molto, generalmente seguendo John of Fordun. In questa versione, gli Scoti furono scacciati dalla Scozia quando i romani sotto Massimo conquistarono tutta la Britannia. Suo padre Eugenio fu ucciso dai romani, e Fergus, Fergusius II secondo quanto afferma Buchanan, fu mandato in esilio in Scandinavia. Successivamente combatte con i Franchi, prima eventualmente ritornando in Scozia e riconquistando le terre scozzesi. Venne ucciso in battaglia contro Durstus, re dei Pitti, e venne a succedergli suo figlio Eugenio.
Il re di Buchanan, Giacomo VI, condivise il giudizio del suo studente sulle origini della sua linea, descrivendo sé stesso in uno dei molti versi scritti a sua moglie Anna di Danimarca, come il "felice Monarca nato dalla stirpe di Fergus". Né fu Giacomo VI l'ultimo governante a condividere questo credo. La Grande Galleria del Palazzo di Holyroodhouse a Edimburgo venne decorata da Jacob de Wet con 89 ritratti di monarchi scozzesi, da Fergus a Carlo II, su ordine del nipote di Giacomo.